# 大佩奇湖 (萊茵斯貝格)

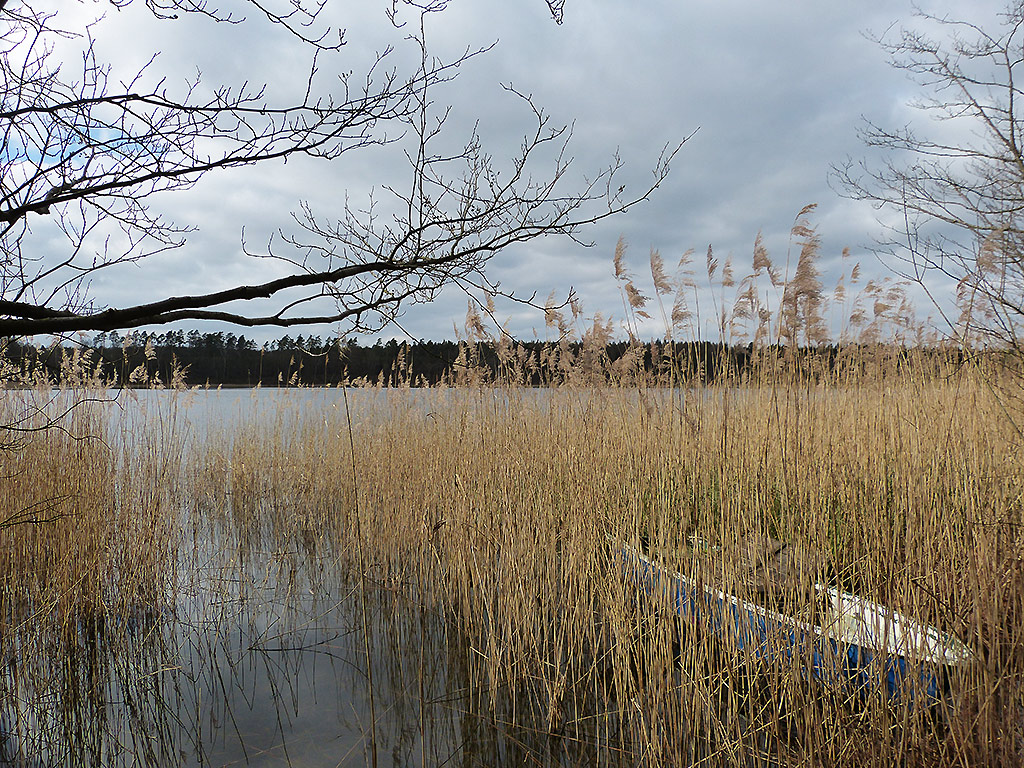

53°07′40″N 12°50′31″E / 53.127905°N 12.841868°E
大佩奇湖（德語：Großer Pätschsee），是德國的湖泊，位於該國西南部，由勃蘭登堡州負責管轄，處於東普里格尼茨-魯平縣，長1.3公里、寬0.3公里，面積0.5平方公里，海拔高度57米，最大水深18米。